# Saint-Martin-de-Belleville
Saint-Martin-de-Belleville is een plaats en voormalige gemeente in het Franse departement Savoie in de regio Auvergne-Rhône-Alpes en telt 3080 inwoners (2004).De plaats maakt deel uit van het arrondissement Albertville.

## Geschiedenis
De gemeente fuseerde op 1 januari 2016 met Villarlurin tot de Commune nouvelle Les Belleville.

## Geografie
Het dorp ligt in het Bellevilledal, het dal waarin ook Val Thorens en Les Menuires liggen. Het maakt deel uit van het skigebied Les Trois Vallées.
De oppervlakte van Saint-Martin-de-Belleville bedraagt 167,2 km2, de bevolkingsdichtheid is 18,4 inwoners per km2.
De onderstaande kaart toont de ligging van Saint-Martin-de-Belleville met de belangrijkste infrastructuur en aangrenzende gemeenten.

## Demografie
Onderstaande figuur toont het verloop van het inwonertal.

## Bekende inwoners
- Vincent Jay, biatleet die goud en brons won op de winterspelen van Vancouver in 2010